# Фрайбург-Мессе
48°00′57″ пн. ш. 7°50′25″ сх. д. / 48.0158° пн. ш. 7.84038° сх. д.
Фрайбург-Мессе (нім. Messe Freiburg) або Торгово-виставковий центр Фрайбург або Фрайбурзький ярмарок — виставковий майданчик та зона проведення заходів у Фрайбурзі-ім-Брайсгау, Німеччина.

## Історія

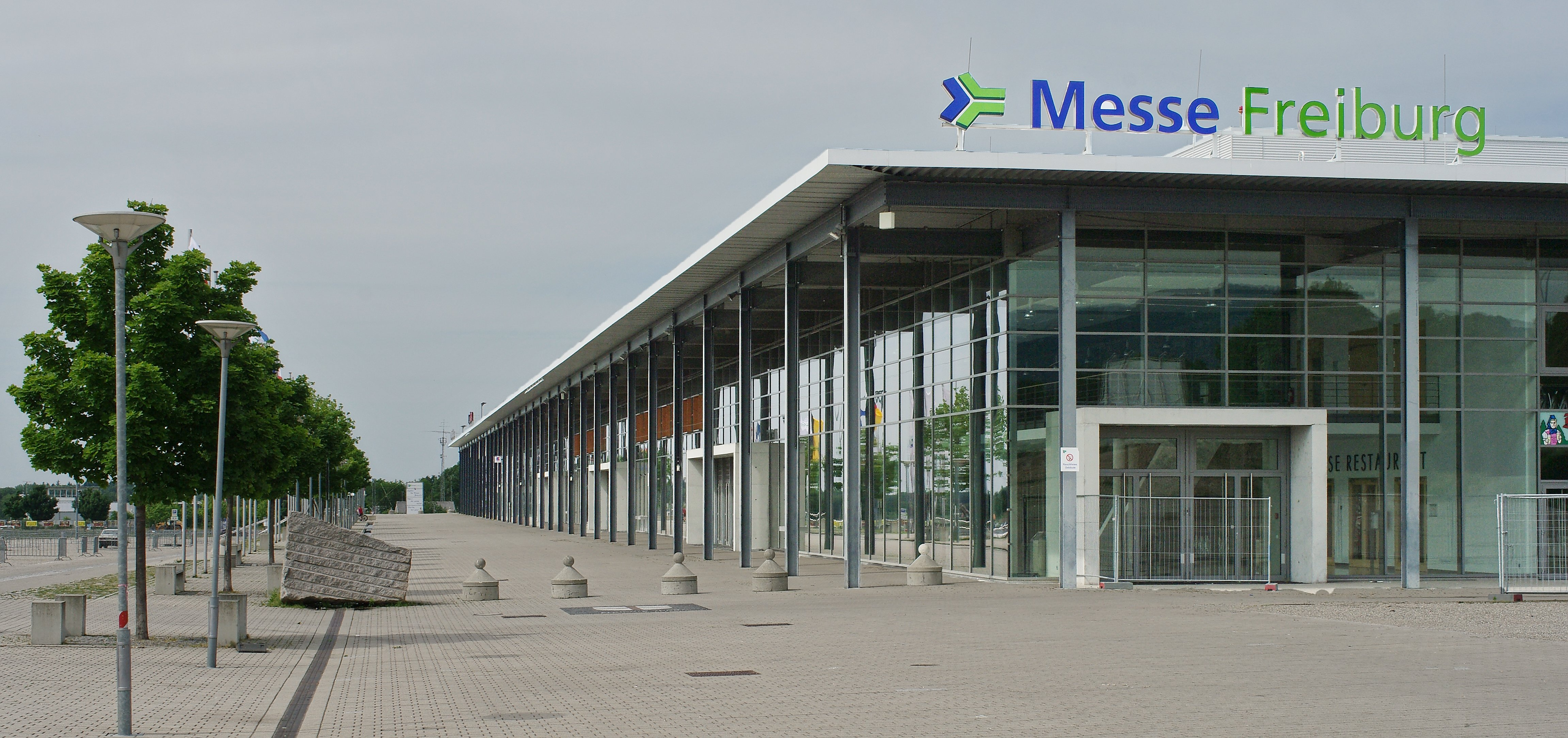
Головна будівля нового виставкового центру Фрайбург-Мессе

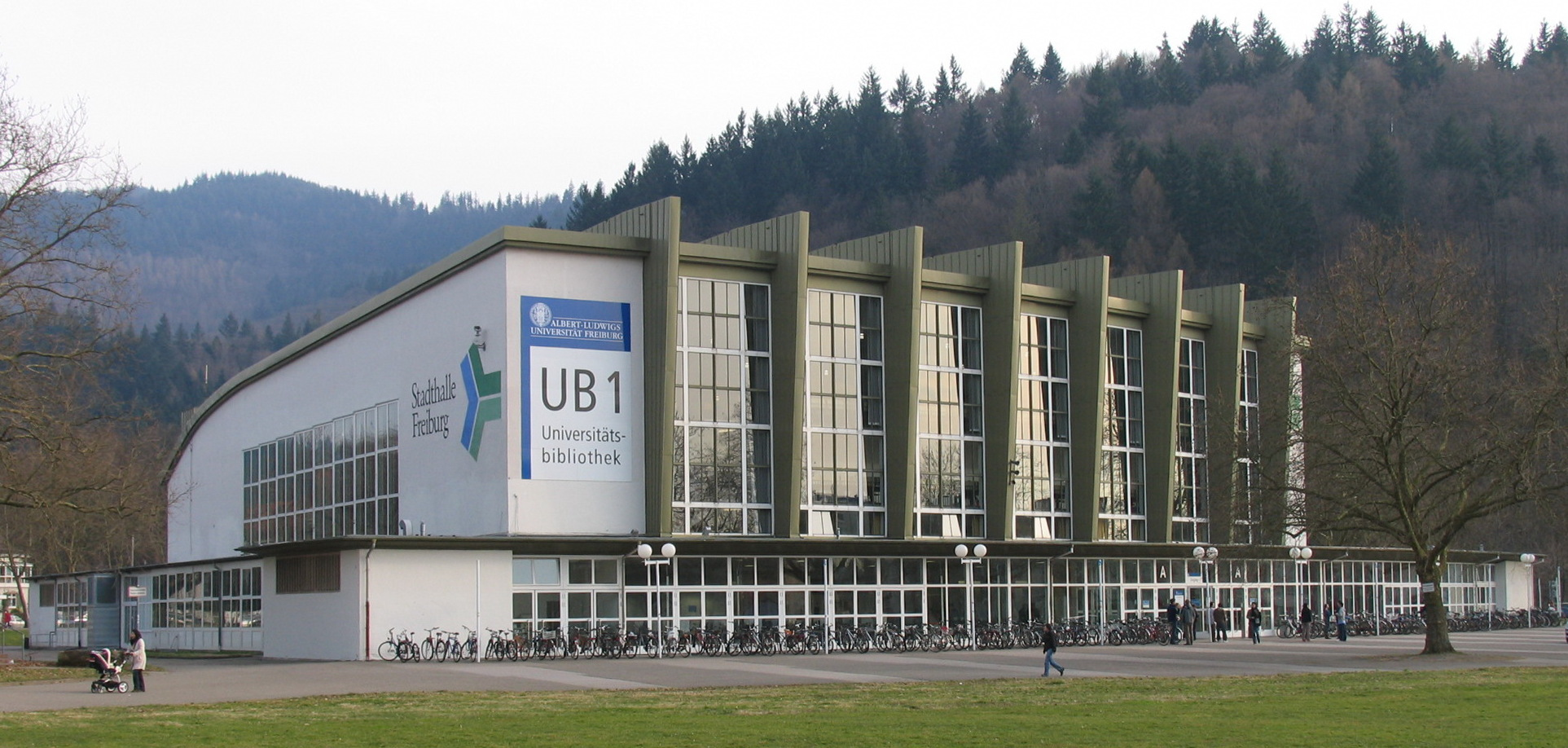
Громадська зала як тимчасове приміщення університетської бібліотеки

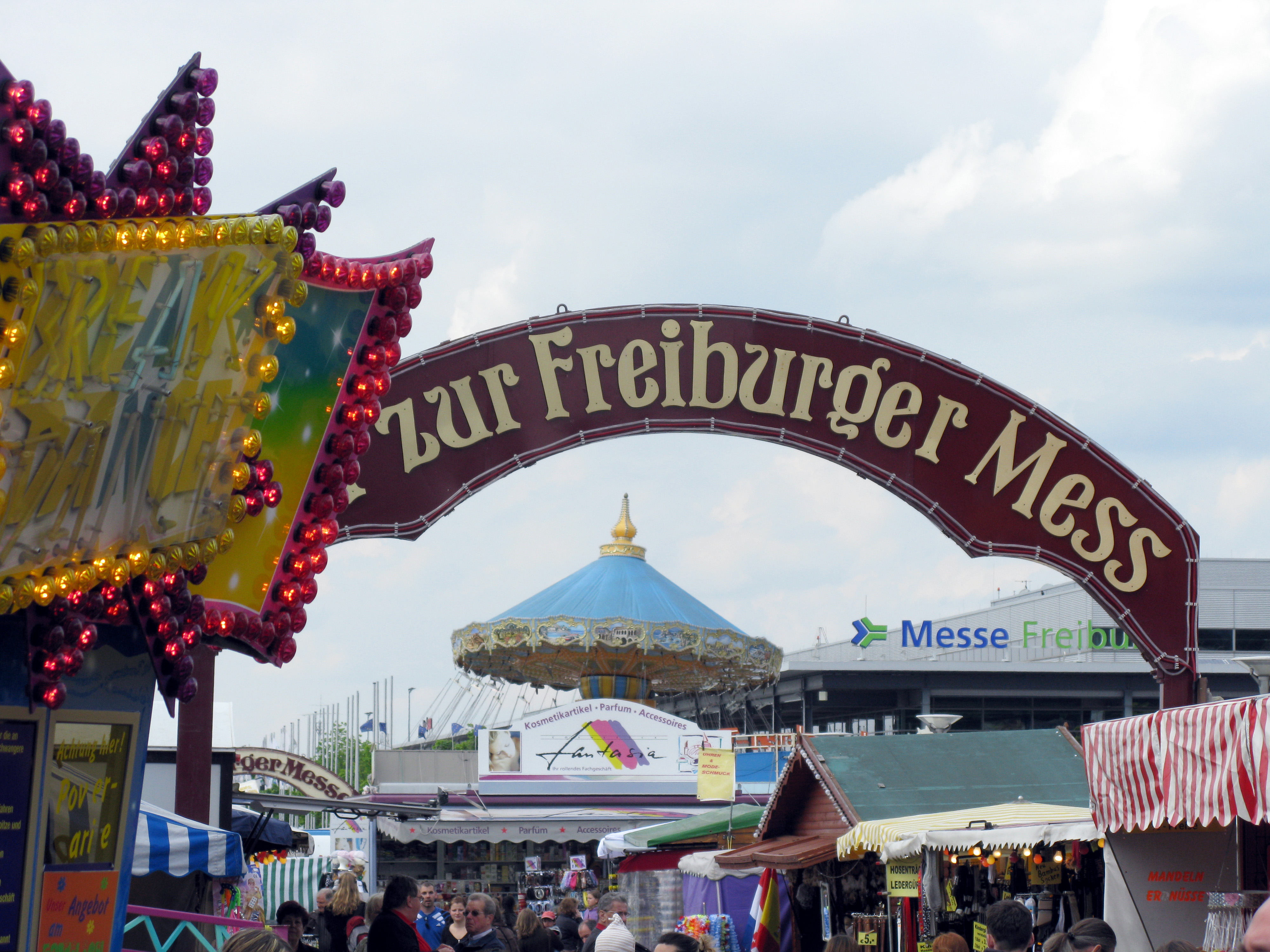
Фрайбург-Мессе навесні

Ярмарки нероздільно пов'язані з історією міста Фрайбург.
Заснування міста в 1120 році збіглося з ринковими правами, наданими Конрадом фон Церингеном.
Перший ярмарок дозволив проводити король Вацлав І в 1379 році.
В результаті Фрайбург став міжнародним торговим центром, ярмарки проводилися кілька разів на рік.
Мюнстерплац, а пізніше також Штюлінгер-Кірхплац були місцем проведення ярмарків.
У 1885—1914 рр. відбулося щонайменше шість етнографічних виставок (людський зоопарк) під час весняних та осінніх ярмарків у Фрайбурзі, які були присвячені людям з Африки та Шрі-Ланки (на той час Цейлон).

У 1929 році на сході міста урочисто відкрито нинішній Старий мессе, який раніше використовувався для спортивних цілей.
Зала, що розташована на Шварцвальдштрассе, побудована за проєктом Альберта Марії Лера на схід від Старого мессе в 1954 році.
У наступні п'ять десятиліть залу використовували для проведення громадських заходів, святкувань, концертів, виставок та ярмарків.
З осені 2008 року до відкриття нової Університетської бібліотеки в липні 2015 року її використовували як тимчасову Університетську бібліотеку.
З кінця 2015 року залу використовували як екстрене житло для біженців.

На середину 2020-х рр. зала є пам'яткою архітектури.

Рішення про перенесення виставкового центру Мессе на північ Фрайбурга обговорювалось з середини 1990-х років:
17 січня 2000 року, через три роки після відповідного рішення міської ради, розпочато будівництво.
Перший етап будівництва разом із трьома залами складався з 18 500 м² площі та приміщень для обслуговування і відкрито лише через півтора року.
При спорудженні нового району збудовано 180 нових житлових будинків та величезний торговий центр «Zentrum Oberwiehre».

Перший публічний фестиваль відбувся восени 1999 року на новому відкритому майданчику — «Фрайбурзький осінній ярмарок».
Завдяки інвестиціям у розмірі 75 мільйонів євро, Фрайбург мав у своєму розпорядженні в чотири рази більше виставкової площі, ніж раніше.
Культурні заходи тепер можуть проводитися в залі № 2, вміщуючи до 10 000 глядачів.
25 березня 2003 року місцева рада Фрайбурга вирішила побудувати четвертий зал: Ротгауз-Арену.
У листопаді 2004 року розпочалося будівництво.
Уряд землі підтримав другий етап будівництва виставкового центру, виділивши грант у розмірі 2,9 мільйона євро з програми просування інвестицій у виставки.
Загальні інвестиції в четвертий зал склали близько 22,9 мільйона євро, які переважно надані регіональними компаніями.
Проєкти будівництва перших трьох залів, згодом Ротгауз-Арени та розширення її фоє було проєктом, що отримав нагороди, та реалізацією фрайбурзького архітектора Детлефа Закера.

Першим спонсором була Badische Staatsbrauerei Rothaus, тому зала називалася Ротгауз-Аренa до 2016 року.
У січні 2017 року її перейменовано на Sick-Arena на наступні десять років
.
Першою поп-зіркою, яка виступила тут, була співачка Pink 8 жовтня 2006 року перед 4500 глядачами.
Для проведення концерту Ротгауз-Арену, яка зазвичай вміщує 9000 осіб, зменшено до приблизно 5000 місць через завісу.

Нову залу урочисто відкрито на початку міжнародної виставки «Intersolar» у 2006 році.
Badische Staatsbrauerei Rothaus інвестувала близько 12,5 мільйонів євро в перший етап будівництва виставкового залу, а також покрила необхідні дорожньо-транспортні та всі інші витрати.
Близько 4 мільйонів євро надійшло безпосередньо від землі Баден-Вюртемберг, 7 мільйонів євро надійшло до міської скарбниці від продажу містом землі державі для розширення університету, а місто внесло понад 10,5 мільйонів євро як внесок компанії-перевізнику об'єктів для виставок.
Маркетинг старого виставкового майданчика на сході міста, де побудовали район і торговий центр, приніс майже 12 мільйонів євро.
Місто виділило понад 9 мільйонів євро на зовнішній розвиток Мессе та знесення старих виставкових залів на його старому місці, тоді як федеральний уряд та уряди земель виділили близько 10 мільйонів євро.
Під час будівництва витримано всі графіки та плани витрат.
Очікуване подвоєння доходу від виставки до шести мільйонів євро до 2010 року було перевищено у 2007 році на понад 7,9 мільйона євро, а у 2010 році — на 15 мільйонів євро.
Непряма прибутковість економіки, торгівлі та гастрономії Фрайбурга, яку генерував новий виставковий ярмарок, за цей час потроїлася до 60 мільйонів євро на рік.
Найбільшими подіями останніх десятиліть були: Тур де Франс у 2000 році, концерт просто неба Герберта Гренемаєра, який відвідало 54 000 відвідувачів, візит XIV Далай-лами, кілька телешоу, чемпіонат світу з велоспорту в приміщенні (у 2005 році) та фігурного катання на роликах.
Кількість днів, коли будівлю використовували зросла приблизно з 220 до 330 у 2005—207 рр.
Дохід на одного працівника Фрайбург-Мессе наразі є найвищим у країні.
24 вересня 2011 року Папа Бенедикт XVI провів всеношну месу разом з 28 000 підлітків на Фрайбург-Мессе під час свого візиту до Німеччини у 2011 році.

## Розташування та інфраструктура

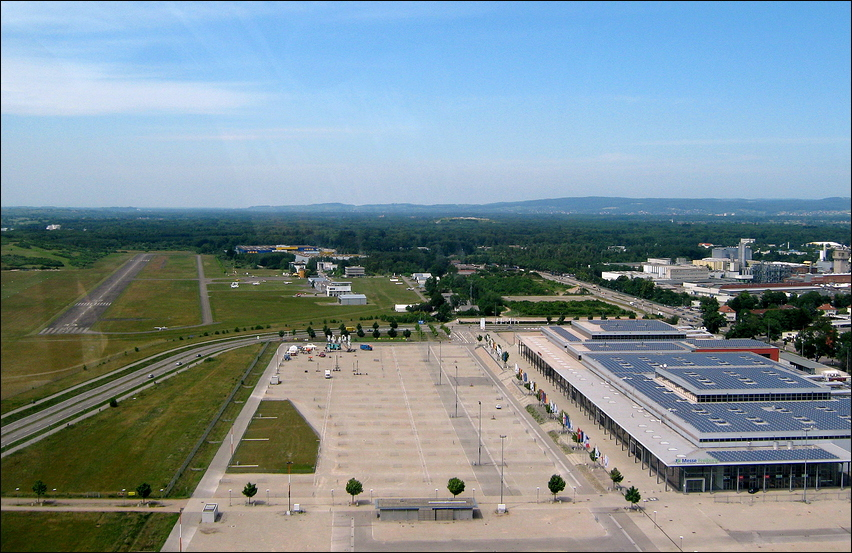
Вид з повітря на летовище та виставковий центр

Виставковий центр Фрайбург-Мессе розташований за 2,5 км на північний захід від Старого міста, поблизу аеродрому, станції Фрайбург-Товарний, кампусів Фрайбурзького університету, Університетського медичного центру та промислової зони на півночі (нім. Industriegebiet Nord).
Фрайбург-Мессе сполучений з центром міста Breisgau-S-Bahn та має станцію Ноє-Мессе/Університет, а з грудня 2015 року — трамвайною лінією 4.
Наприкінці 2020 року цю лінію було подовжено на дві додаткові зупинки до Зік-Арени.
Для відвідувачів, які приїжджають на автомобілі, доступно 4000 паркувальних місць.
Велосипедисти до місця можуть дістатися з центру міста через FR 3 та Кайзерштульштрассе, а з півдня через Берлінер-аллее.
Ділянка вздовж виставкової території покрита сонячними модулями.
Велосипедна доріжка до Брайзаху вздовж Брайзахбану прямує новим велосипедним мостом над вантажною залізницею від головного вокзалу безпосередньо повз виставку.
У безпосередній близькості від виставкового центру розташовані дві станції прокату велосипедів Frelo: Messe Freiburg та Madisonallee/Technische Fakultet.
Згідно з інформацією на вебсайті, виставковий зал Фрайбург-Мессе має чотири зали, кожен площею від 2400 м² до 4800 м², загалом до 21 500 м².

Крім того, є 11 конференц-залів, які можуть вмістити до 420 осіб, 14 офісів доступні для оренди, а також відкрита площа приблизно 80 000 м².
Територія використовується для проведення фольклорних фестивалів, концертів просто неба та виставок; вона також доступна для паркування.
Зона громадського харчування містить три продуктові кіоски та ресторан.
Виставковий зал 4 використовується як концертний зал, тому тут є регульовані трибуни, а також кілька варіантів розміщення. Він забезпечує місця для стояння до 9000 осіб.
У 2006 році компанія «Goldbeck Solar GmbH» встановила фотоелектричну систему піковою потужністю 254 кіловат-пік (кВт-пік) на плоскому даху виставкового залу № 4 площею 6500 м².

Очікується, що 1210 сонячних панелей генеруватимуть близько 235 000 кіловат-годин відновлюваної енергії на рік.
У поєднанні з сонячною енергетичною системою, встановленою «S.A.G. Solarstrom» на даху виставкового центру може вироблятися близько 650 кВт електроенергії.
Згідно з фрайбурзькими традиціями створили мозаїчне мощення та невеликий потічок.
Проте потічок на середину 2020-х сухий та покритий сітками.

## Операційна компанія
Керівною компанією Messe є «Freiburg Wirtschaft Touristik und Messe GmbH & Co. KG» (FWTM), яка повністю належить місту Фрайбург.
Компанія заснована у 2005 році в результаті об'єднання окремих корпорацій «Messe Freiburg» та «Freiburg Wirtschaft & Touristik GmbH & Co. KG» (FWT).
FWTM також керує Фрайбурзьким концертним залом та кількома іншими місцями.
Вона також відповідає за економічний розвиток та просування туризму.

## Події
Заходи та ярмарки у виставковому центрі Фрайбург-Мессе щороку приваблюють приблизно 400 000 відвідувачів.
Кількість заходів зросла з 72 на рік у 2002 році до понад 100 у 2008 році.
З самого початку виставка «Intersolar» була важливою для економічного успіху Фрайбург-Мессе.
Завдяки новоствореній інфраструктурі, Intersolar перенесено з Пфорцгайма до Фрайбурга у 2000 році, де вона досі проводиться, навіть після переїзду до Мюнхена через зростання своїх масштабів, під керівництвом FWTM та їхнього партнера «Solar Promotion».
Сьогодні Intersolar представляє FWTM у США та Індії.
Вона генерує понад половину обороту Фрайбург-Мессе.
Окрім Intersolar, до 2016 року у Фрайбурзі кожні чотири роки проводилася міжнародна виставка Interbrush, провідна світова виставка пензлів та малярної промисловості.
У 2020 році його спочатку перенесли на 2024 рік, а потім скасували у 2022 році.
У галузі споживчих ярмарків Фрайбург-Мессе все частіше зосереджує свої власні заходи на спеціалізованих ярмарках, таких як ярмарок гурманів «Plaza Culinaria», «International Kulturbörse», будівельний ярмарок «Gebäude Energie Technik» або ярмарок нерухомості «IMMO».
Крім того, проводяться традиційні «Baden-Messe», «CFT — Camping, Freizeit und Touristik», «Automobil», «Modellbau», а також два ярмарки вживаних автомобілів та численні гостьові виставки.
Двічі на рік Фрайбурзький ярмарок проходить просто неба як найбільше фольклорне свято регіону, яке відвідують до 170 000 відвідувачів.
Навесні виставковий майданчик служить місцем старту та фінішу Фрайбурзького марафону.
Також проводять різні ярмарки, цирки та конгреси.